# Democràcia Cristiana (Itàlia)
Democrazia Cristiana (DCI) va ser un partit polític italià d'inspiració democristiana que va governar durant la major part de la segona meitat del segle xx.

## Història
El partit va ser creat el 1942 per Alcide De Gasperi i altres intel·lectuals italians. Excepte en les eleccions europees del 1984, sempre va ser el partit més votat. Gràcies a això, són molts els presidents i primers ministres que han sortit de les seves files.
Va ser un partit de centre, amb variacions lleus a l'esquerra o a la dreta segons les circumstàncies electorals.
Normalment va governar, si no en solitari, amb el Partit Socialista Italià (PSI). En la dècada dels anys 1970 va recolzar-se parlamentàriament en el Partit Comunista Italià amb el que es coneix com el compromís històric italià. Aquells anys van ser tempestuosos per a Itàlia, que va sofrir greus desordres socials. En aquest context, Aldo Moro, dirigent democristià, va ser raptat i assassinat per les Brigades Roges. Aquest va ser el fet definitiu que va permetre el suport comunista.
A partir del 1980 va iniciar-se l'era del pentapartito, amb el PSI, PSDI, PRI i PLI. La Democràcia Cristiana va cedir la presidència al PSI durant els primers anys, i la recuperà posteriorment.
El partit va desaparèixer l'any 1994, a causa dels escàndols de corrupció que van fer acabar els partits tradicionals.

## Hereus de DCI
En un primer moment va crear-se Partit Popular Italià (Partito Popolare Italiano-PPI) estant dirigits per Mino Martinazzoli. Les parts més conservadores del partit van crear el Centre Cristià Democràtic. Aquests últim eren partidaris d'unir-se al Pol de les Llibertats, coalició de centredreta dirigida per Silvio Berlusconi. L'esquerra del partit també va formar el seu propi partit que poc després acabaria fundant junt a altres partits Demòcrates d'Esquerres.
Posteriorment, la majoria del PPI crearia el partit Cristians Demòcrates Units (Cristiani Democratici Uniti-CDU) amb Rocco Buttiglione al cap. La major unitat democristiana arribaria amb la Unió de Demòcrates Cristians. La UCD és l'hereu més directe en actiu de la primera Democràcia Cristiana.

## Resultats electorals

### Parlament Italià
| Any  | Líder              | Vots            | %    | Diputats  | +/− | Vots            | %    | Senadors  | +/- |
| ---- | ------------------ | --------------- | ---- | --------- | --- | --------------- | ---- | --------- | --- |
| 1946 | Alcide De Gasperi  | 8,101,004 (1r)  | 35.2 | 207 / 556 | Nou |                 |      |           |     |
| 1948 | Alcide De Gasperi  | 12,740,042 (1r) | 48.5 | 305 / 574 | 98  | 10,899,640 (1r) | 48.1 | 131 / 237 | Nou |
| 1953 | Alcide De Gasperi  | 10,862,073 (1r) | 40.1 | 263 / 590 | 42  | 10,862,073 (1r) | 40.7 | 116 / 237 | 15  |
| 1958 | Amintore Fanfani   | 12,520,207 (1r) | 42.4 | 273 / 596 | 10  | 12,520,207 (1r) | 41.2 | 123 / 246 | 7   |
| 1963 | Aldo Moro          | 11,773,182 (1r) | 38.3 | 260 / 630 | 13  | 10,032,458 (1r) | 36.6 | 132 / 315 | 9   |
| 1968 | Mariano Rumor      | 12,441,553 (1r) | 39.1 | 266 / 630 | 6   | 10,965,790 (1r) | 38.3 | 135 / 315 | 3   |
| 1972 | Arnaldo Forlani    | 12,919,270 (1r) | 38.7 | 266 / 630 | =   | 11,466,701 (1r) | 38.1 | 135 / 315 | =   |
| 1976 | Benigno Zaccagnini | 14,218,298 (1r) | 38.7 | 263 / 630 | 3   | 12,226,768 (1r) | 38.9 | 135 / 315 | =   |
| 1979 | Benigno Zaccagnini | 14,046,290 (1r) | 38.3 | 262 / 630 | 1   | 12,018,077 (1r) | 38.3 | 138 / 315 | 3   |
| 1983 | Ciriaco De Mita    | 12,153,081 (1r) | 32.9 | 225 / 630 | 37  | 10,081,819 (1r) | 32.4 | 120 / 315 | 18  |
| 1987 | Ciriaco De Mita    | 13,241,188 (1r) | 34.3 | 234 / 630 | 9   | 10,897,036 (1r) | 33.6 | 125 / 315 | 5   |
| 1992 | Arnaldo Forlani    | 11,637,569 (1r) | 29.7 | 206 / 630 | 28  | 9,088,494 (1r)  | 27.3 | 107 / 315 | 18  |

### Parlament Europeu
| Any  | Líder              | Vots            | %    | Escons  | +/− |
| ---- | ------------------ | --------------- | ---- | ------- | --- |
| 1979 | Benigno Zaccagnini | 12,774,320 (1r) | 36.5 | 29 / 81 | Nou |
| 1984 | Ciriaco De Mita    | 11,583,767 (2n) | 33.0 | 26 / 81 | 3   |
| 1989 | Arnaldo Forlani    | 11,451,053 (1r) | 32.9 | 26 / 81 | =   |

### Eleccions regionals
| Any  | Líder              | Vots            | %    | Escons    | +/− |
| ---- | ------------------ | --------------- | ---- | --------- | --- |
| 1970 | Mariano Rumor      | 10,303,236 (1r) | 37.8 | 287 / 720 | Nou |
| 1975 | Arnaldo Forlani    | 10,699,576 (1r) | 35.3 | 277 / 720 | 10  |
| 1980 | Benigno Zaccagnini | 11,153,439 (1r) | 36.8 | 290 / 720 | 13  |
| 1985 | Arnaldo Forlani    | 11,223,284 (1r) | 35.0 | 276 / 720 | 14  |
| 1990 | Arnaldo Forlani    | 10,651,675 (1r) | 33.4 | 272 / 720 | 4   |

## Secretaris Generals
- Alcide De Gasperi (Juliol 1944 - Setembre 1946)
- Attilio Piccioni (Setembre 1946 - Gener 1949)
- Giuseppe Cappi (Gener - Juny 1949)
- Paolo Emilio Taviani (Juny 1949 - Abril 1950)
- Guido Gonella (Abril 1950 - Setembre 1953)
- Alcide De Gasperi (Setembre 1953 - Juny 1954)
- Amintore Fanfani (Juny 1954 - Març 1959)
- Aldo Moro (Març 1959 - Gener 1964)
- Mariano Rumor (Gener 1964 - Gener 1969)
- Flaminio Piccoli (Gener - Novembre 1969)
- Arnaldo Forlani (Novembre 1969 - Juny 1973)
- Amintore Fanfani (Juny 1973 - Juliol 1975)
- Benigno Zaccagnini (Juliol 1975 - Febrer 1980)
- Flaminio Piccoli (Febrer 1980 - Maig 1982)
- Ciriaco De Mita (Maig 1982 - Febrer 1989)
- Arnaldo Forlani (Febrer 1989 - Octubre 1992)
- Mino Martinazzoli (Octubre 1992 - Gener 1994)

## Congressos
- I Congrés - Roma, 24-27 Abril 1946
- II Congrés - Nàpols, 15-19 Novembre 1947
- III Congrés - Venècia, 2-6 Juny 1949
- IV Congrés - Roma, 21-26 Novembre 1952
- V Congrés - Nàpols, 26-29 Juny 1954
- VI Congrés - Trento, 14-18 Octubre 1956
- VII Congrés - Florència, 23-28 Octubre 1959
- VIII Congrés - Nàpols, 27-31 Gener 1962
- IX Congrés - Roma, 12-16 Setembre 1964
- X Congrés - Milà, 23-26 Novembre 1967
- XI Congrés - Roma, 27-30 Juny 1969
- XII Congrés - Roma, 6-10 Juny 1973
- XIII Congrés - Roma, 18-24 Març 1976
- XIV Congrés - Roma, 15-20 Febrer 1980
- XV Congrés - Roma, 2-6 Maig 1982
- XVI Congrés - Roma, 24-28 Febrer 1984
- XVII Congrés - Roma, 26-30 Maig 1986
- XVIII Congrés - Roma, 18-22 Febrer 1989